# Victorino Martín
Pour les articles homonymes, voir Martín.
Victorino Martín (6 mars 1929 à Galapagar- 3 octobre 2017 à Portezuelo) est l'un des plus prestigieux éleveurs (ganadero) espagnols de toros de lidia de la fin du XXe siècle et du début du XXIe siècle.

## Présentation

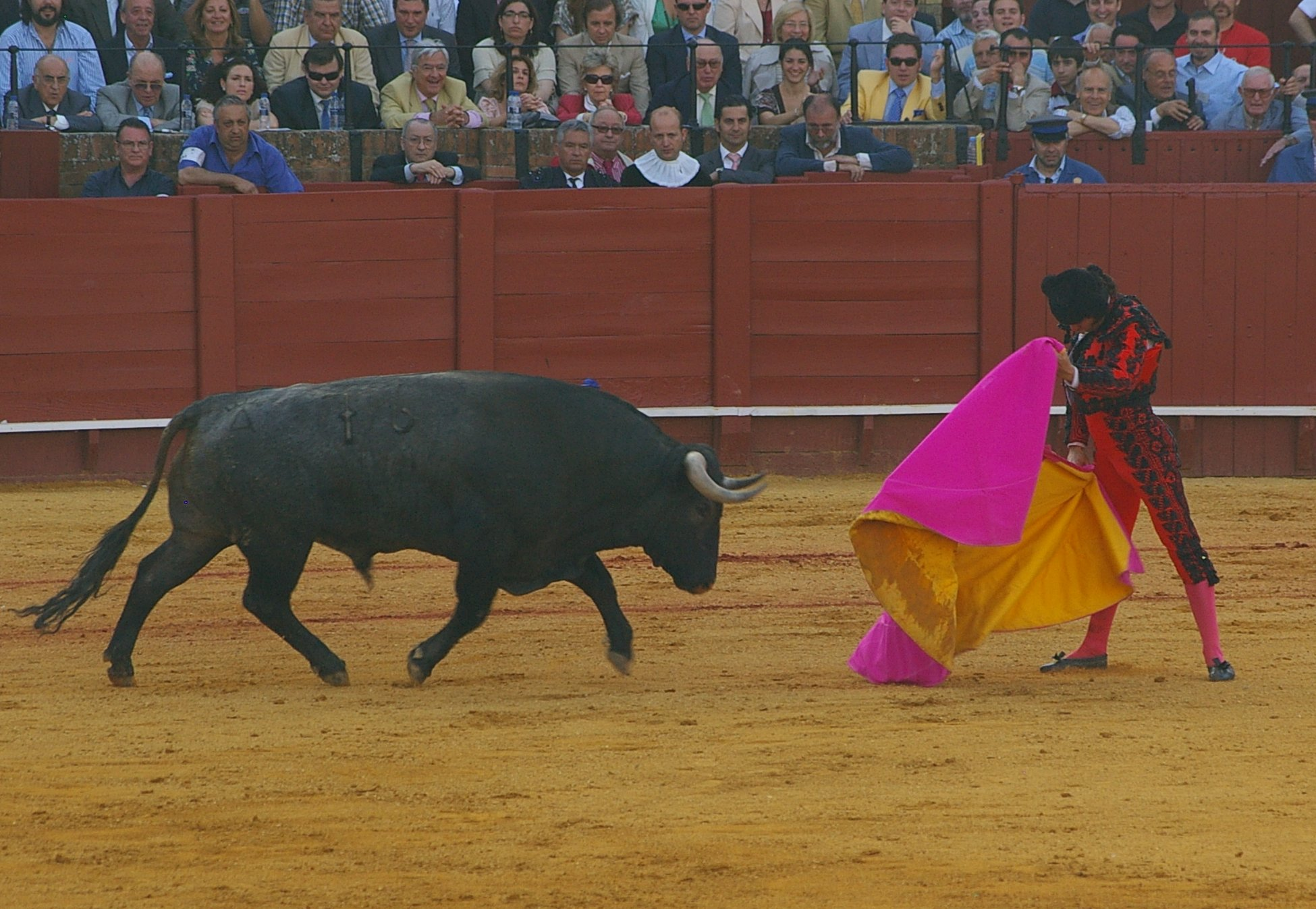
Taureau de Victorino Martín combattu par Morante de la Puebla aux arènes de la Real Maestranza de Caballería de Séville.

Victorino Martín Andrés, éleveur madrilène, a formé son élevage à partir de l'ancien fer de Don Escudero Calvo, de pur encaste Albaserrada, au début des années 60. Parti de rien, le « paleto (« paysan », « plouc ») de Galapagar », ainsi qu'on le surnomme souvent, a sélectionné ses bêtes selon des critères très particuliers et a commencé à connaître le succès dans les années 1970. Cette ganadería se trouve près de celle du duc de Veragua y Miura, l'une des plus prestigieuses de l'Histoire de l'Espagne.
Reconnu pour son intelligence et sa sagacité, c'est un des éleveurs le plus cotés des 25 dernières années et un des favoris des aficionados de la place de Madrid. Il possède également deux autres troupeaux, le Monteviejo et la Ganadería de Urcola.
En 2013, il reçoit la Médaille d'or du mérite des beaux-arts par le Ministère de l'Éducation, de la Culture et des Sports.
Victorino Martín est mort le 3 octobre de 2017 à 88 ans.